# Песочинское кладбище
Кладбище в поселке Песочный, Курортного района Санкт-Петербурга находится на улице Краснофлотсокой вдоль ручья Дранишник притока р. Чёрной, впадающей в Сестрорецкий Разлив. До открытия  Белоостровского кладбища в 2017 году , было единственным местом захоронения а посёлке.

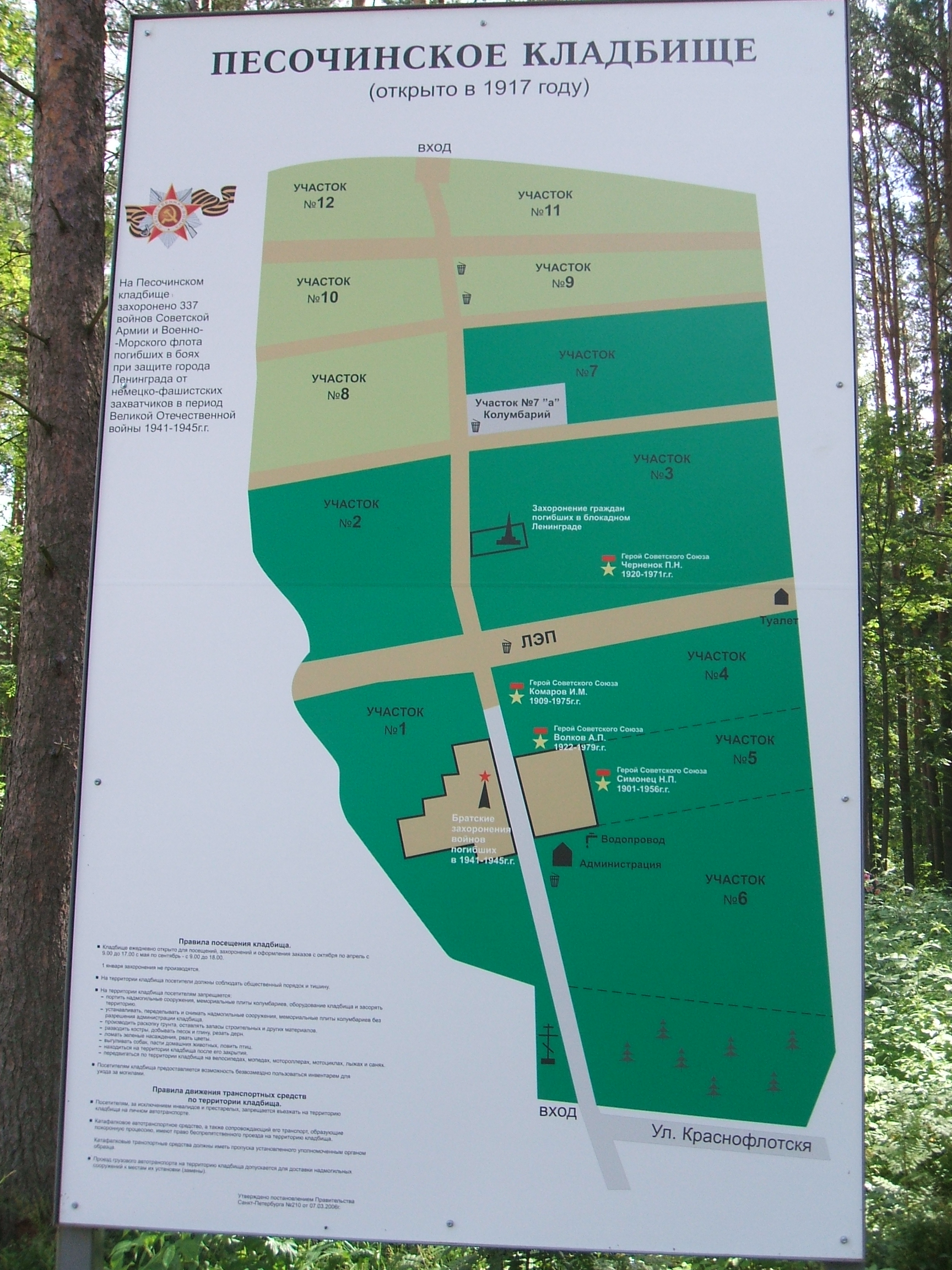
План кладбища

На кладбище находятся захоронения, включённые в число памятников культурно-исторического наследия регионального уровня охраны:

- Братское захоронение воинов Советской армии, погибших в годы Великой Отечественной войны 1941—1945 гг на основании: Решение Исполкома Ленгорсовета от 03.05.1976 N 328

- Могила Васильева Ивана Васильевича (1906—1962), Героя Советского Союза на основании: Решение Исполкома Ленгорсовета от 03.05.1976 N 328

- Могила Комарова Ивана Михайловича (1909—1975), Героя Советского Союза на основании: Решение Исполкома Ленгорсовета от 06.12.1976 N 879

Симоняку Н. П. посвящена экспозиция в музее «Дорога жизни» в виде большой фотографии, где командующий Ленинградским фронтом генерал армии Л. А. Говоров вручает командиру 136-й стрелковой дивизии Н. П. Симоняку гвардейское знамя. За проявленный героизм, мужество и отвагу дивизия была преобразована в 63-ю гвардейскую, а её командир — ветеран гражданской войны, участник легендарного Таманского похода, защитник Ханко генерал-майор Н. П. Симоняк удостоен звания Героя Советского Союза. Дивизия, а затем корпус, которыми командовал Н. П. Симоняк, участвовали во всех крупных операциях и, как правило, действовали на направлениях главного удара. Вот почему его называли «генералом прорыва». В витрине фуражка и погоны Героя Советского Союза генерал-майора Н. П. Симоняка. При обороне военно-морской базы Ханко Н. П. Симоняк в звании полковника командовал 8-й отдельной стрелковой бригадой, в составе гарнизона. С 26 июня до декабря 1941 года гарнизон сковывал значительные силы противника и только по приказу острова были оставлены.

Герои СССР на кладбище в посёлке Песочный СПб
Братская могила
Комаров
Симоняк, Николай Павлович кенотаф
Александр Павлович Волков
Павел Николаевич Черненок
08.09.1941г.Посвящается
За оборону Ленинграда
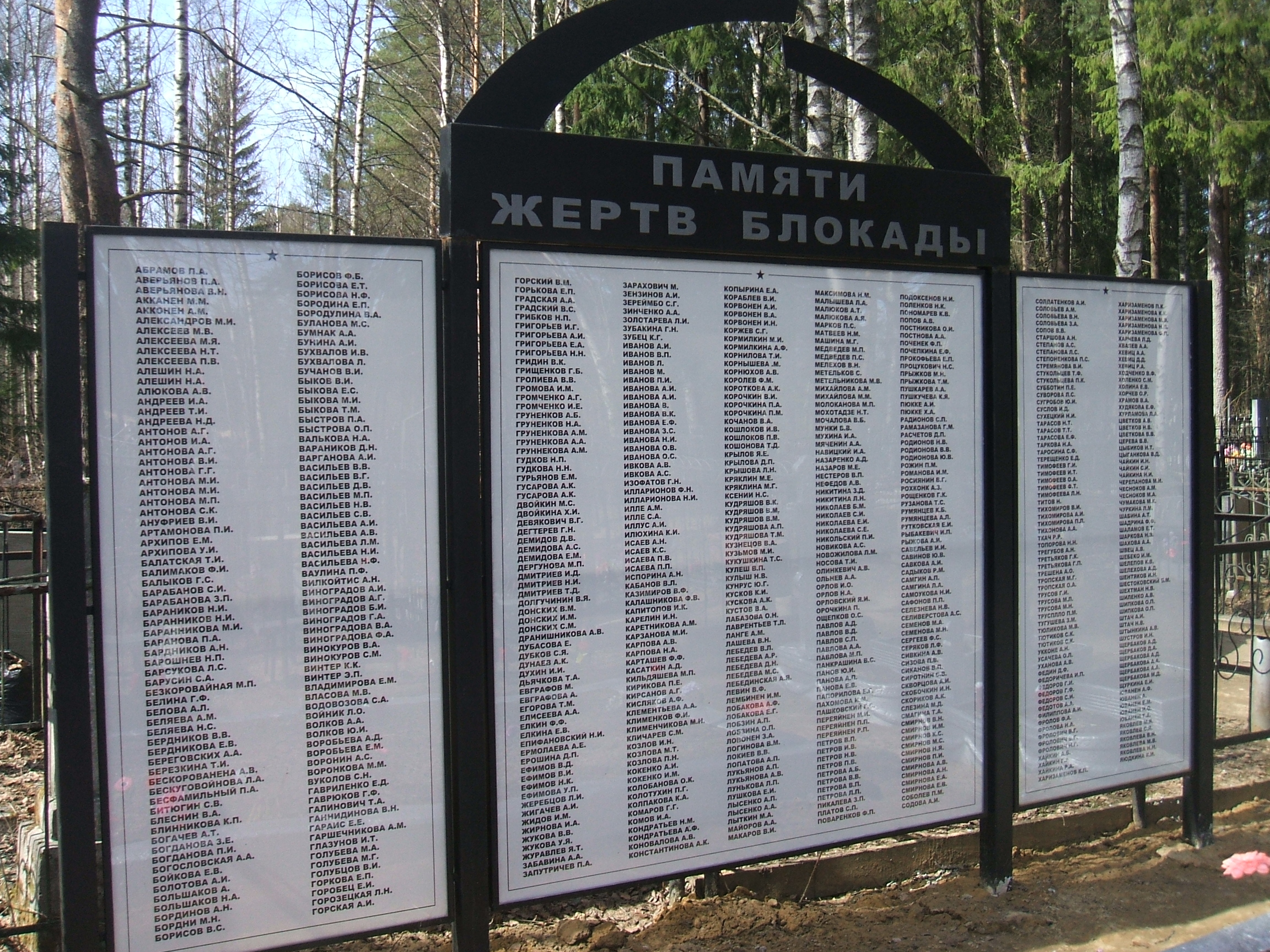
Памяти жертв блокады